# Ibrahim Maiga
Ibrahim Maiga, znany jako Ibi Maiga (ur. 3 stycznia 1963 w Mopti) – słowacki piosenkarz, aktor i polityk pochodzenia malijskiego.

## Życiorys
Ibrahim Maiga urodził się w 1963 roku w malijskim mieście Mopti.
Maiga przybył do ówczesnej Czechosłowacji w roku 1987 jako student na kierunku gospodarka wodna i budownictwo wodne w Pradze, a następnie otrzymał miejscowe obywatelstwo. W początkowym okresie swojego pobytu występował w teatrze amatorskim w Devínskej Novej Vsi i pojawił się w programie Olivera Andrásyego w Radiu Słowackim.
Z czasem przeprowadził się do Bratysławy, aby studiować w Słowackiej Wyższej Szkole Technicznej. Po trzech latach opuścił uczelnię i poświęcił się karierze artystycznej. Na przełomie lat 80. i 90. XX wieku występował z takimi piosenkarzami jak Robo Grigorov, Pavol Habera czy Richard Müller.
Występował w Słowackim Teatrze Narodowym, następnie przeniósł się do teatru Astorka Korzo '90, a później na Novą scénę. W latach 90. był popularny dzięki występowaniu w telewizji, głównie jako postać Vápno w filmach Fontána pre Zuzanu 2 i Fontána pre Zuzanu 3.
Zajmował się również muzyką. Wydał trzy albumy muzyczne i zdobył dwie złote płyty za sprzedaż 15 tys. nośników.

## Filmografia
- 1996: Fontána pre Zuzanu 2 (Vápno)
- 1999: Fontána pre Zuzanu 3 (Vápno)